# 夏斗寅
夏斗寅（1885年—1951年），字灵炳，湖北麻城人，曾任湖北省政府主席，中华民国国民革命军上将。

## 生平

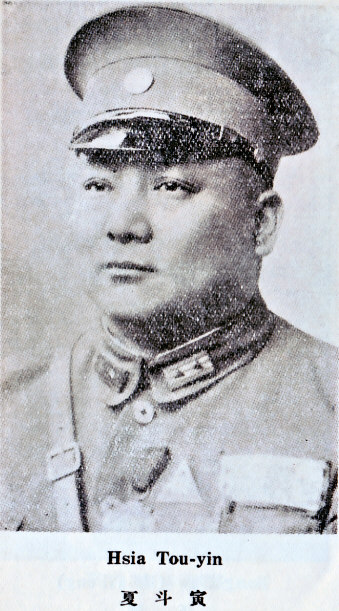
夏斗寅(《中国名人录》第四版，1931年)

出生在湖北麻城县一户贫苦农民家庭，父亲早逝，13岁时母亲也因病离世，不得不背井离乡独自谋生，浪迹至武昌后，进入一所普通学校半工半读，1906年在武汉加入共进会，並投身從軍，入湖北新军第三十二标从军。任大队队副。1911年，率部参加辛亥革命。
中華民國成立後，夏斗寅一度退役经商，但因經營不善而倒閉。經商失敗後夏斗寅北上河北省，在保定與當時就讀保定軍校的同鄉張森碰面，經由張森介紹，夏斗寅轉赴山西省向在當地擔任中階指揮官的張篤倫謀職，張篤倫收容夏斗寅，並在他指揮的營麾下擔任排長，後晉升連長。由於張篤倫後來受湖北省軍招攬返鄉，夏斗寅因此跟隨長官返回湖北部隊，加入石星川指揮的湖北陆军第一师，並在該師第一旅第二梯團出任掌旗官。
民國六年（1917）底，石星川响应孙中山发起的护法运动，在沙市宣布独立。由于夏斗寅英勇善战，石星川提拔他担任工兵营营长。不過以湖北督军王占元為首的直系軍閥集結優勢兵力殲滅湖北靖國軍，石星川在戰敗後向王占元乞和，並下令解散部隊。各地的湖北陸軍第一師部隊各自潰解，夏斗寅骑马星夜向沙市逃奔，途中捡到一口装满钞票的皮箱，走到湖北公安县，夏将团旗插在要道口，招兵买马，声称他奉命收容部队，立即开箱发饷，有枪的发5元，无枪的发1元，又招来不少入伍的。就这样他在湘鄂边界收攏一批約2,000人的部隊，自稱鄂軍混成旅，人称“皮包将军”。
同時間，李書城受孫中山命令在兩湖一帶招攬部隊加入護法戰爭，夏斗寅得到此資訊後將部隊調往湖南省津市市投靠李書城，並獲得李書城收編為親孫中山武裝部隊，其率領的部隊更名為湘西護法軍第二團，夏斗寅出任團長。民國八年（1919）底，蔣作賓與李書城等人在湖南省成立湖北省自治政府，夏斗寅出任自治軍混成旅旅長，並藉由孫中山的旗幟招攬一批保定軍校畢業的湖北籍軍官加入部隊充實戰力。該混成旅曾一度北伐，但是在直系軍閥的優勢數量下敗退，且湖南軍閥趙恆惕將夏斗寅作為與吳佩孚議和的籌碼，曾企圖併吞其部隊，但最後在湖南政界的勸說下罷手，但指使夏斗寅將部隊帶到退往湖北、江西和湖南交界的瀏陽縣。
1926年國民革命軍北伐，7月先遣軍開入湖南省，夏斗寅決定加入廣州國民政府，投入北伐戰爭，被編入湖南實力派唐生智易幟的國民革命軍第八軍，為該軍下轄的獨立第一師，下轄由萬耀煌、張森、晏勛甫指揮的步兵團。隨著第八軍征戰立功，在民國十六年（1927）夏斗寅的獨立第一師從第八軍中脫離，改編為國民革命軍獨立第14師。四一二事件時，獨14師駐守宜昌市，防禦四川軍閥趁機東征，但夏斗寅在接受國民革命軍改編後對於中國共產黨在部隊宣講的意識形態忌憚與日俱增。1927年5月17日，夏斗寅响应南京國民政府的国民党右派分共，通电声讨武汉国民政府，称“共产党盘踞要津，借口总理容共而喧宾夺主”，从宜昌发兵攻打国民党左派控制的武汉，前卫部队逼近武昌。国民革命军独立第24师师长兼武昌警备区司令官叶挺当机立断组织回击，將其擊敗。夏斗寅在無法攻佔武漢後，只能沿長江東遁安徽省。
由於夏斗寅的親南京立場，南京政府在6月8日任命夏斗寅為國民革命軍新編第十軍軍長，並且提供其給養擴編部隊。夏斗寅因此在寧漢分裂期間在湖北持續與唐生智主導的軍事武力對抗，南京政府在民國十七年（1928）2月將新十軍改組為國民革命軍陸軍第二十七軍，軍長仍由夏斗寅擔任。在東北易幟後，配合政府提出部隊縮編計畫，二十七軍被縮編為國民革命軍第13師，夏斗寅續任師長。
由於在北伐過程中，中國共產黨在湖南、湖北、江西、福建等地開始成立根據地，夏斗寅的部隊也參與對中國共產黨解放區圍剿的作戰，但並沒有顯著戰功。但是在民國十八年（1929）的蔣唐戰爭中，夏斗寅支持蔣中正，並拒絕唐生智任命的護黨救國軍職務，並參與殲滅唐生智部隊的戰役，獲得蔣中正信任。隔年，13師也参加中原大战，期間因戰爭需求擴編為國民革命軍第十三軍，並由夏斗寅出任軍長，同時兼討逆軍第二十一路軍總指揮，夏斗寅指揮的第二十一路軍在津浦鐵路戰線的山東省段與晉系軍閥進行拉鋸戰，並成功地阻止閻錫山部隊繼續推進。由於與南京政府交好的湖北籍軍事實力派不多，因此蔣中正積極拉攏夏斗寅。1932年，蔣中正以其親信何成濬擔任的湖北省主席職務給予夏斗寅接任，同時晉升陆军上将。
夏斗寅在接任湖北省主席後，創設了類似於閻錫山組織的省政設計委員會，因此遭到蔣中正的猜忌，加上原先夏斗寅為了奪取湖北省主席職務時動用了大量的政治關係打壓蔣中正的親信何成濬，使得蔣有拔除夏斗寅的念頭。在無法解釋省政設計委員會設計目的後，1933年7月夏斗寅選擇主動辭去省主席職務，其省主席一职被张群取代，十三軍軍長和13師師長職務則由師參謀長萬耀煌接任，此後夏斗寅開始轉入政界活動，在民國二十三年中國國民黨第五次全國代表大會運作當選國民黨中央執行委員。抗日战争爆发后，在湖北省被日军攻占時夏斗寅選擇跟隨國民政府轉移至四川省，抗戰期間夏被任命為成都行轅上將總參議，但此一職務並無權限，因此夏斗寅在成都長期闲居。1945年抗战胜利后，夏斗寅拒绝蒋介石的邀请，退出军界，经营农场及煤矿等實業。在1948年中華民國立法委員選舉中，當選湖北省第二選區立法委員。
渡江战役前夕，夏斗寅一度准备欢迎中国共产党，但后来顾虑到曾经参加过对中國共產黨戰爭，決定離鄉逃往香港，在六國酒店前以看相为生。1951年在香港病逝。

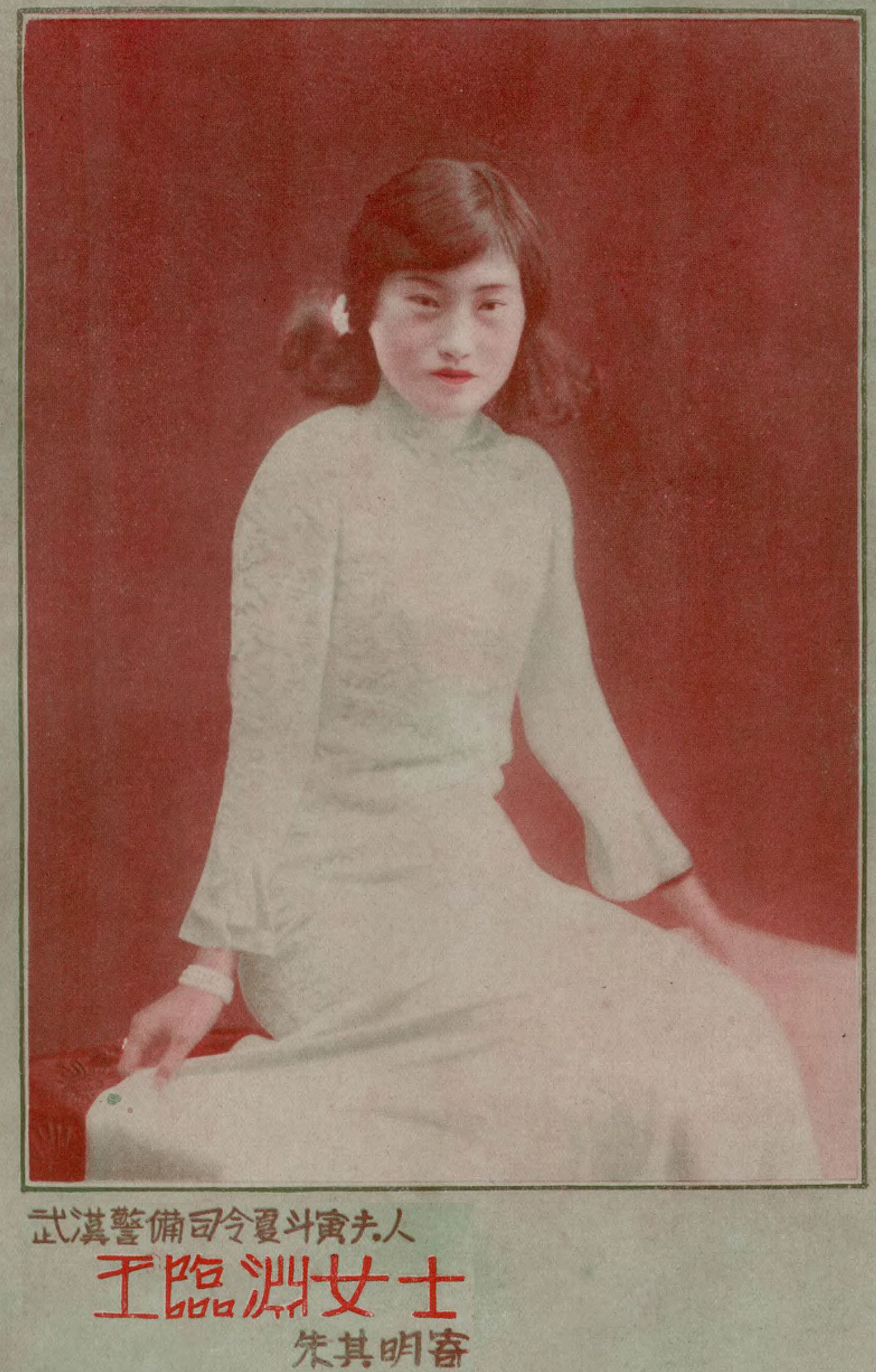
武漢警備司令夏斗寅夫人王臨淵女士